# Csong (koreai név)
A Csong (Jeong) (nyugaton gyakran Jeong, Jung vagy Chung) az ötödik leggyakoribb koreai vezetéknév, 2000-ben mintegy 2,2 millió dél-koreai viselte, 2015-ben pedig 2 395 682 fő.

## Klánok

### Csong(鄭,Jeong)
A Szamguk jusza (Samguk yusa) szerint a Csinhan (Jinhan) konföderáció hat klánjának hat vezetője gyülekezett egy dombon, ahol királyt akartak választani; innen ered Hjokkosze (Hyeokgeose) sillai király legendája is. A történet szerint az I (이, 李, Lee), a  Szon (손, 孫, Son), a Cshö (최, 崔, Choi), a Pe (배, 裵, Bae) és a Szol (설, 薛, Seol) klánok fejei mellett a 鄭 írásjegyű Csong (Jeong) klán feje vett részt ezen az eseményen. Az írásjegy kínai olvasata Cseng (Zhèng), ami egy kínai állam neve volt a Csou (Zhou)-dinasztia idejében. A klánok egyöntetűen a sillai Csi Bekhóhoz (Ji Baekhóhoz) (지백호, 智伯虎) vezetik vissza a családfájukat.
2000-ben 137 pongvan (bongwan)ban összesen több mint 2,1 millió dél-koreai viselte ezt a vezetéknevet.
Fontosabb klánok székhely szerint:
- tongne (dongnae)i (동래, 東萊) klán (ma Puszan (Busan) kerülete)
- kjongdzsu (gyeongju)i (경주, 慶州) klán
- csindzsu (jinju)i (진주, 晉州) klán
- jonil (yeonil)i (연일, 延日) klán (ma Phohang (Pohang), Ocshon-up (오천읍, Ocheon-eup))
- hadongi (하동, 河東) klán
- nadzsu (naju)i (나주, 羅州) klán
- cshogje (chogye)i (초계, 草溪) klán (ma Hapcshon (Hapcheon) megye)
- cshongdzsu (cheongju)i (청주, 淸州) klán
- hedzsu (haeju)i (해주, 海州) klán (ma Észak-Korea területén)
- onjang (onyang)i (온양, 溫陽) klán (ma Aszan (Asan) kerülete)
- ponghva (bonghwa)i (봉화, 奉化) klán
- kvangdzsu (gwangju)i (광주, 光州) klán
- szoszan (seosan)i (서산, 瑞山) klán

### Csong(丁,Jeong)
A 丁 írásjegyű vezetéknév kínai olvasata Ting (Dīng), és az azonos kínai családnévre utal.. 2000-ben 22 pongvan (bongwan)ban összesen 187 975 fő viselte ezt a vezetéknevet. A négy legnagyobb klán egyöntetűen a Silla-kori Csong Dokszong (정덕성, 丁德盛, Jeong Deok-seong) nemesurat tartja alapítójának.
A négy legnagyobb klán:
- nadzsu (naju)i (나주, 羅州)
- jonggvang (yeonggwang)i (영광, 靈光)
- cshangvon (changwon)i (창원, 昌原)
- iszong (uiseong)i (의성, 義城)

### Csong(程,Jeong)
Kínai eredetű családnév, az írásjegy kínai olvasata Cseng (Chéng), azt nem tudni, mikor került át a koreai nyelvbe. 2000-ben 14 klán 32 519 tagja viselte ezt a vezetéknevet.